# Château de Poussan-le-Haut
Le château de Poussan-le-Haut est un monument historique inscrit, situé à Béziers dans l'Hérault.

## Historique
En 1370, « Guillaume de Narbonne du château de Poussan » est mentionné parmi les chefs de l'armée du duc d'Anjou commandée par Bertrand Du Guesclin.

## Protection
Les façades et toitures des ailes nord et est ainsi que le portail d'entrée du château — cadastré KZ 37 — font l’objet d’une inscription au titre des monuments historiques depuis le 31 octobre 1975.